# إيان كابيس
إيان كابيس، لاعب كرة قدم محترف من إندونيسيا، كان لاعب وسط وقائد الفريق لنادي برسيبورا جايابورا، ولد في 14 مايو عام 1986 في مدينة جايابورا.

## مسيرته
في عام 2007، شارك في دورة ألعاب جنوب شرق آسيا ممثلاّ فئة تحت 23 سنة في منتخب إندونيسيا لكرة القدم. كان أول ظهور عالمي له في 9 نوفمبر 2007 لِـمنتخب إندونيسيا في مباراة ضد المنتخب السوري، انتهت المباراة بخسارة منتخب إندونيسيا بهدف واحد مقابل 4 أهداف. في 23 مارس 2013، شارك في المنتخب مرة أخرى مقابل المنتخب العربي السعودي في مباراة تصفيات كأس آسيا 2015.

## إنجازاته
برسيبورا جايابورا
- دوري السوبر الإندونيسي 2: 2005.
- دوري السوبر الإندونيسي 1: 2008-09، 2010-11.
- Indonesian Community Shield: 2009.[4]
- Indonesian Inter Island Cup: 2011.
- دوري السوبر الإندونيسي: 2016.[5]